# 邵甲名
邵甲名，順天府大兴县人，清朝官员、進士出身。

## 生平
嘉慶二十四年，登進士，改庶吉士。道光二十年十二月十四，由江苏布政使调任廣西布政使。道光二十四年正月初八（1844年2月25日），因病解任。

## 家族
祖籍浙江余姚县，曾祖邵自镇、祖邵庾曾、父邵葆醇均登进士。